# 2025 em Portugal
Lista dos principais acontecimentos no ano 2025 em Portugal.

## Incumbentes
- Presidente da República: Marcelo Rebelo de Sousa
- Primeiro-Ministro: Luís Montenegro (XXIV Governo Constitucional, XXV Governo Constitucional)
- Presidente da Assembleia da República: José Pedro Aguiar-Branco (XVI Legislatura, XVII Legislatura)
  - Presidente do Governo Regional dos Açores: José Manuel Bolieiro (XIV Governo Regional)
  - Presidente do Governo Regional da Madeira: Miguel Albuquerque (XV Governo Regional, XVI Governo Regional)

## Eventos

### Janeiro
- 1 — A nova Secretaria-Geral do Governo (resultante do processo de extinção de três secretarias-gerais e de outras estruturas de apoio aos ministérios) entra em funções com quatro dos seis secretários-gerais-adjuntos e sem líder, tendo o secretário-geral inicialmente apontado, Hélder Rosalino, mostrado-se indisponível para assumir o cargo após polémica pela sua opção de ser remunerado pelo seu vencimento de origem no Banco de Portugal e não de acordo com a tabela remuneratória única da função pública.[1]
- 7 — Abrindo o programa evocativo do 700.º aniversário da morte de D. Dinis, o Património Cultural, I.P. leva a cabo no Mosteiro de Odivelas uma cerimónia de apresentação da reconstituição científica do rosto do monarca, baseada em dados arqueológicos, antropológicos e genéticos; é o primeiro estudo do seu género em Portugal, e o resultado é a primeira imagem cientificamente fundamentada de um rei medieval português.[2]
- 8 — Cerimónia de concessão de honras de Panteão Nacional ao escritor Eça de Queiroz.[3]
- 14 — O Partido Socialista anuncia Alexandra Leitão como candidata a Presidente da Câmara Municipal de Lisboa nas próximas eleições autárquicas.[4]
- 15 — O Governador do Banco de Portugal, Mário Centeno, até então apontado como putativo candidato, anuncia a sua intenção de não concorrer às eleições presidenciais de 2026.[5]
- 16 — Fuga de informação veiculada pela SIC Notícias revela que Mário Centeno não será reconduzido pelo governo como Governador do Banco de Portugal no final do mandato.[6]
- 17 — Na sequência de um escândalo relativo à notícia da sua acumulação indevida de funções durante cerca de dois anos enquanto era diretor da delegação regional do Norte do INEM, António Gandra d'Almeida demite-se do cargo de Diretor Executivo do Serviço Nacional de Saúde.[7]
- 21 — O economista Álvaro Almeida é nomeado pelo governo para suceder a António Gandra d'Almeida na Direção Executiva do Serviço Nacional de Saúde; o Ministério da Saúde anuncia ainda a sua intenção de reformular a orgânica daquela estrutura, com vista à sua simplificação.[8]

### Fevereiro
- 1–2 — IX Convenção Nacional da Iniciativa Liberal, em Loures; Rui Rocha é reeleito presidente do partido.[9]
- 6 — Luís Marques Mendes apresenta, em Fafe, a sua candidatura às eleições presidenciais de 2026.[10]
- 11 — Entronização do Aga Khan V, 50.º imã hereditário dos muçulmanos ismaelitas, na sede mundial do Imamato Ismaelita, no Palacete Mendonça, em Lisboa.[11]
- 14 — Inauguração do novo Parque Papa Francisco, nos terrenos que ficaram libertos dos contentores com a deslocalização do Complexo Logístico da Bobadela para aí se realizar a Jornada Mundial da Juventude de 2023, no território ribeirinho do concelho de Loures.[12]
- 15 — Caso Spinumviva. O Correio da Manhã noticia que a família do Primeiro-Ministro, Luís Montenegro, é dona de uma empresa de consultoria para negócios e gestão, que tem como uma das suas atividades a compra e venda de imóveis; Montenegro seria beneficiário dos proveitos da empresa, sendo que se levanta ainda a suspeita de haver um potencial conflito de interesses por poder beneficiar da alteração à lei dos solos aprovada pelo Governo.[13][14]
- 16 — Ordenação episcopal de D. Rui Gouveia enquanto Bispo Auxiliar de Lisboa.[15]
- 17 — Um terramoto de magnitude 4,7 com epicentro na zona da Fonte da Telha, na Costa de Caparica, é sentido com forte intensidade pela população dos concelhos de Almada, Seixal, Sesimbra e Lisboa; não se registam danos materiais ou vítimas.[16][17]
- 21 — O Chega apresenta, na Assembleia da República, uma moção de censura ao XXIV Governo Constitucional, na sequência da polémica em torno da empresa de consultoria de Luís Montenegro; a moção é rejeitada.[18]

### Março
- 4 — Extinção do partido político Aliança por incumprimento do dever legal de prestação anual de contas durante três anos consecutivos, decretada pelo Tribunal Constitucional.[19]
- 5 — O NRP Polar, navio-escola utilizado para a instrução de cadetes da Escola Naval, afunda-se enquanto se encontrava atracado na Base Naval de Lisboa, no Alfeite; equipas especializadas iniciam imediatamente trabalhos com vista à sua reflutuação.[20]
- 5 — Na Assembleia da República, o Partido Comunista Português apresenta nova moção de censura ao XXIV Governo Constitucional, na sequência da declaração ao país que Luís Montenegro fez dias antes sobre a polémica da sua empresa de consultoria, "sem novos elementos que dissipem ou sanem factos que continuam por esclarecer"; a moção é rejeitada, mas durante o debate, Montenegro anuncia que, por não ficar claro "que o Parlamento dá todas as condições ao Governo para executar o seu programa", irá ser proposta uma moção de confiança que, previsivelmente, será rejeitada e resultará na queda do governo e em eleições legislativas antecipadas.[21]
- 11 — Rejeição de moção de confiança ao XXIV Governo Constitucional na Assembleia da República; o ato formaliza a demissão automática do governo.[22]
- 11 — Fundação do Partido Liberal Social.[23]
- 13 — Em declaração ao país, o Presidente da República, Marcelo Rebelo de Sousa, anuncia formalmente a dissolução da Assembleia da República como consequência da demissão do Governo, e convoca eleições legislativas antecipadas para o próximo dia 18 de maio.[24]
- 16 — Ordenação episcopal de D. José Miguel Barata Pereira enquanto Bispo da Guarda.[25]
- 22 — Inauguração do Museu de Arte Contemporânea Armando Martins, instalado no Palácio dos Condes da Ribeira Grande, na Rua da Junqueira, em Lisboa.[26]
- 23 — Eleições legislativas regionais na Madeira. O Partido Social Democrata conquista novamente a vitória, elegendo 23 deputados e ficando a um mandato da maioria absoluta na Assembleia Legislativa da Madeira, mas contando com a disponibilidade do CDS – Partido Popular, que elegeu um deputado, para alcançá-la.[27]

### Abril
- 24–26 — Três dias de luto nacional, coincidindo com as exéquias do Papa Francisco. Invocando a reserva sobre festividades imposta pela lei do luto nacional, o Governo cancela a sua participação em comemorações do 51.º aniversário da Revolução dos Cravos, para além da habitual sessão solene na Assembleia da República.[28] A delegação portuguesa ao funeral papal é composta pelo Presidente da República, Marcelo Rebelo de Sousa, o Presidente da Assembleia da República, José Pedro Aguiar-Branco, o Primeiro-Ministro, Luís Montenegro, e o Ministro de Estado e dos Negócios Estrangeiros, Paulo Rangel.[29]
- 25 — Durante a manifestações comemorativas da Revolução dos Cravos em Lisboa, dão-se confrontos entre participantes numa manifestação não-autorizada de extrema-direita e o corpo da intervenção da Polícia de Segurança Pública; o ex-juiz e dirigente do Ergue-te, Rui Fonseca e Castro e o líder do Grupo 1143, Mário Machado são detidos.[30]
- 29 — Uma falha global de energia elétrica na Península Ibérica, com origem em Espanha, numa altura em que Portugal estava a importar energia, faz com que os dois países passem quase o dia inteiro sem eletricidade, provocando falhas nas comunicações e no acesso à internet, no abastecimento de água e confusão nos hospitais, nos sistemas de sinalização de trânsito, transportes públicos e aeroportos. A recuperação só começou a surgir ao final do dia, começando pelo norte do país e descendo gradualmente até ao sul.[31]

### Maio
- 1 — A tradicional abertura dos jardins da residência oficial do primeiro-ministro pelo 25 de Abril é adiada para o 1.º de Maio devido ao luto nacional pela morte do Papa Francisco, contando com atuações dos Pauliteiros de Miranda, de grupos de cante alentejano e um mini-concerto de Tony Carreira; a divulgação do evento nas redes sociais do Governo refere-se à iniciativa como "São Bento em Família", o que levanta polémica por não fazer referência à celebração da data da Revolução e por evocar o programa Conversa em Família da Primavera Marcelista.[32]
- 18 — Eleições legislativas. Vitória da AD – Coligação PSD/CDS com um total de 33% da votação, tendo conseguido um total de 91 deputados. O Chega consegue eleger 60 deputados, passado à posição de líder da oposição, e o Partido Socialista com apenas 58 deputados passa, pela primeira vez na sua história, a ser a terceira força política parlamentar. O Juntos pelo Povo logra eleger o seu primeiro deputado.[33]
- 22 — Inauguração do Torreão do Pavilhão de Portugal, no Parque das Nações, em Lisboa, dotado da Biblioteca António Mega Ferreira, o Centro Interpretativo do Parque das Nações e a Sala de Estudos da Universidade de Lisboa; a inauguração tem lugar no 27.º aniversário da abertura da Expo '98.[34]
- 23 — O Núncio Apostólico em Portugal, D. Ivo Scapolo, pede a antecipação da sua jubilação e renuncia ao cargo.[35]
- 29 — Henrique Gouveia e Melo apresenta, na Gare Marítima de Alcântara, a sua candidatura às eleições presidenciais de 2026.[36]
- 29 — Um português, Jerónimo Guerreiro, terá morrido em combate perto de Kupiansk, numa operação da Legião Internacional para apoiar a Ucrânia na guerra com a Rússia.[37]
- 31 — Rui Rocha demite-se da liderança da Iniciativa Liberal, evocando os resultados insuficientes atingidos nas eleições legislativas.[38]

### Junho
- 2 — Conclusão das obras de alargamento do IC20, estrada que liga Almada à Costa da Caparica, ao fim de 20 meses; a estrada foi alargada de três para quatro vias em cada sentido e foi construído um novo túnel e viaduto que garantem acesso direto à zona do denominado "garrafão" da Ponte 25 de Abril.[39]
- 3 — Tem início a XVII Legislatura, com a sua primeira reunião plenária. José Pedro Aguiar-Branco é reeleito Presidente da Assembleia da República.[40]
- 5 — Cerimónia de tomada de posse dos ministros do XXV Governo Constitucional no Palácio Nacional da Ajuda; a posse dos secretários de Estado é conferida no dia seguinte.[41]
- 10 — Celebrações oficiais do Dia de Portugal, de Camões e das Comunidades Portuguesas, em Lagos: Lídia Jorge discursa contra os extremismos, o racismo e a xenofobia, fazendo a catarse do passado esclavagista de Portugal, e o Presidente da República Marcelo Rebelo de Sousa condecora Ramalho Eanes com o Grande-Colar da Ordem Militar de Avis‎, a primeira vez que este grau é concedido.[42] Durante uma comemoração inter-religiosa em Lisboa, o líder da Mesquita Central de Lisboa, o xeque David Munir, é atacado verbalmente por homens de um grupo que fazia a saudação nazi; horas depois, na entrada do Teatro Cinearte, o ator Adérito Lopes, da companhia de teatro A Barraca, uma hora antes de protagonizar Camões na última récita do espetáculo Amor é um Fogo que Arde sem se Ver, é fisicamente agredido por membros do grupo de extrema-direita Blood & Honour, sendo levado ao hospital devido aos ferimentos.[43]
- 12 — O ator Adérito Lopes e o ex-ministro da Educação João Costa publicam um artigo no jornal Expresso, denunciando o ódio e a violência da extrema-direita em Portugal. No texto, afirmam: "É urgente não ter medo de afirmar que este ódio tem autores morais".[44]
- 15 — Centenas de pessoas manifestam-se em frente ao Teatro Cinearte, em Lisboa, em solidariedade com o ator Adérito Lopes, vítima de agressão por membros da extrema-direita; manifestações similares ocorrem em outras 11 cidades portuguesas, incluindo Porto, Coimbra, Braga, Almada, Torres Novas, Évora, Beja, Odemira, Faro, Funchal e Angra do Heroísmo. As concentrações, sob o lema "Não queremos viver num país do medo", são organizadas por diversas estruturas da sociedade civil, coletivos artísticos e associações, como a SOS Racismo, A Plateia e os Artistas Unidos.[45]
- 17 — Operação Desarme 3D: a milícia Movimento Armilar Lusitano, suspeita de atividades terroristas de pendor neonazi, é alvo de buscas da Polícia Judiciária; são detidas seis pessoas em flagrante delito, entre elas, um chefe da Polícia de Segurança Pública.[46]

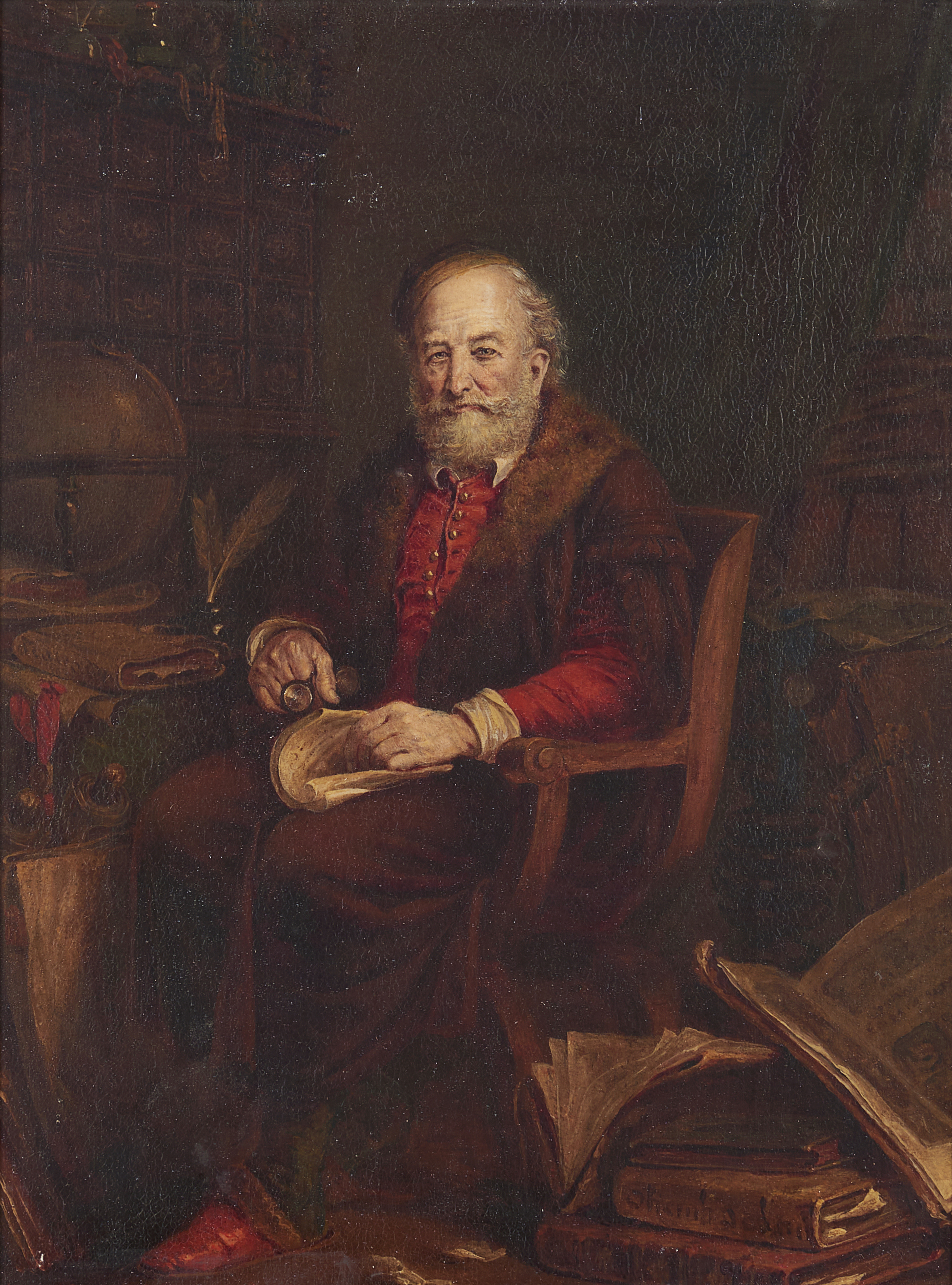
O Bibliófilo, Manuel Maria Bordalo Pinheiro, 1870

- 25 — A pintura O Bibliófilo, da autoria de Manuel Maria Bordalo Pinheiro e legada à cidade de Santarém em testamento do historiador e político Anselmo Braamcamp Freire em 1921, é devolvida à Câmara Municipal de Santarém 47 anos depois de ter sido furtada da Biblioteca Municipal; a obra fora identificada 5 meses antes num leilão nacional e restituída após processo conduzido pelo Ministério Público.[47]

### Julho
- 14 — Inauguração do Hospital de Sintra, unidade hospitalar de proximidade aberta com o propósito de aliviar o Hospital Professor Doutor Fernando Fonseca (Amadora-Sintra), uma das unidades de saúde mais saturadas do país.[48]
- 24 — Anúncio da indigitação de Álvaro Santos Pereira como sucessor de Mário Centeno no cargo de Governador do Banco de Portugal.[49]
- 29 — Em comunicado, a direção artística do Teatro Nacional D. Maria II, liderada por Pedro Penim, apela ao reconhecimento do Estado da Palestina, a um cessar-fogo "imediato e permanente" do conflito israelo-palestiniano e à "responsabilização internacional pelos crimes cometidos, a libertação de todos os reféns".[50]
- 30 — Um cadáver de um homem decapitado é encontrado no Pátio Salema, perto do Rossio, em Lisboa, pelo vigilante de uma obra que decorria no local. No dia seguinte, um estudante de engenharia civil de 29 anos, de nacionalidade estrangeira, é detido quando se desloca voluntariamente ao Hospital de São José, a escassas centenas de metros do local do homicídio, com a cabeça embrulhada em papel de alumínio guardada numa mochila, com o propósito de entregá-la, não omitindo o seu envolvimento no caso; os dois ter-se-iam conhecido através de uma aplicação de encontros.[51]
- 31 — O Ministro da Educação, Ciência e Inovação, Fernando Alexandre, anuncia uma re-estruturação das entidades e organismos centrais do Ministério, que serão reduzidas em número de 18 para 7; entre as estruturas extintas encontra-se a Fundação para a Ciência e a Tecnologia.[52]

### Agosto
- 3 — Em entrevista ao Jornal de Notícias, a Ministra do Trabalho, Solidariedade e Segurança Social, Maria do Rosário Palma Ramalho, anuncia a intenção de impedir que, como até então, haja redução de horário de trabalho sem perda de salário das mães trabalhadoras que amamentam os filhos que já tenham passado os dois anos de idade, evocando "muitas práticas" abusivas; as declarações colocam a ministra na mira da oposição.[53]
- 11 — Uma mulher de 28 anos dá à luz em plena rua no centro da vila do Carregado, assistida pela família e por uma enfermeira e um médico que moravam na zona; terá sido feita uma tentativa sem sucesso de accionar o 112, após em contacto prévio com a Linha SNS 24 ter sido recusado o envio de uma ambulância com a sugestão que a parturiente deslocasse para o Hospital Beatriz Ângelo por meios próprios.[54]
- 13 — António Sampaio da Nóvoa, que já reunia alguns apoios junto da sociedade civil, anuncia, em declaração enviada à Agência Lusa, a sua intenção de não concorrer às eleições presidenciais de 2026.[55] Na mesma data, o antigo líder da Iniciativa Liberal e atual eurodeputado João Cotrim de Figueiredo confirma que será candidato em entrevista ao Jornal da Noite da SIC.[56]

### Eventos previstos
- julho — Fim do mandato de Mário Centeno como Governador do Banco de Portugal.[57]
- 12 de outubro — Eleições autárquicas.[57]
- 9 de outubro — Início do último semestre do mandato do atual Presidente da República, Marcelo Rebelo de Sousa, que termina a 9 de março de 2026; a partir desta data, perde o poder de dissolução da Assembleia da República.[57]
- 29–30 de novembro — 14.ª Convenção Nacional do Bloco de Esquerda, para eleger os seus órgãos nacionais.[58]
- fim do ano — Inauguração da Linha Rosa, a primeira linha circular do Metro do Porto.[59]

## Mortes

### Janeiro

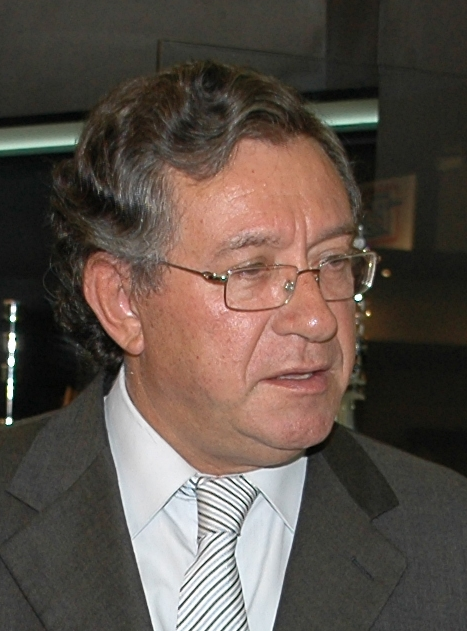
António Couto dos Santos

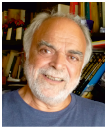
Arlindo Fagundes

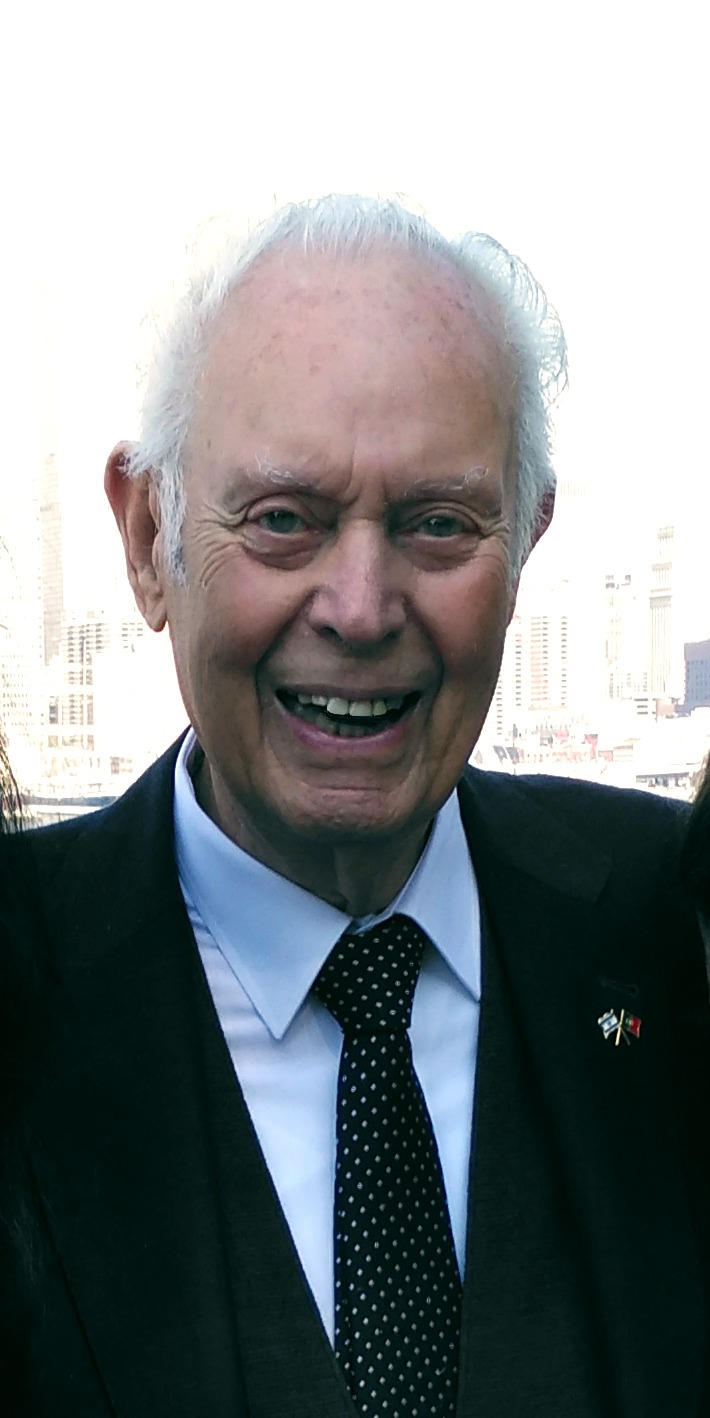
Adriano Vasco Rodrigues

- 6 — António Couto dos Santos, político, ex-ministro (n. 1949)[60]
- 9 — Arlindo Fagundes, cineasta, ilustrador, autor de banda desenhada (n. 1945)[61]
- 10 — Ângela Ribeiro, atriz (n. 1940)[62]
- 13 — Fernanda Maria, fadista (n. 1937)[63]
- 22 — Vasco Rocha Vieira, militar e último Governador de Macau (n. 1939)[64]
- 22 — Adriano Vasco Rodrigues, historiador, etnógrafo e político (n. 1928)[65]
- 24 — Moisés Espírito Santo, sociólogo, etnógrafo e etnólogo (n. 1934)[66]
- 16 — Nuno Roby Amorim, jornalista e assessor de imprensa (n. 1962)[67]

### Fevereiro

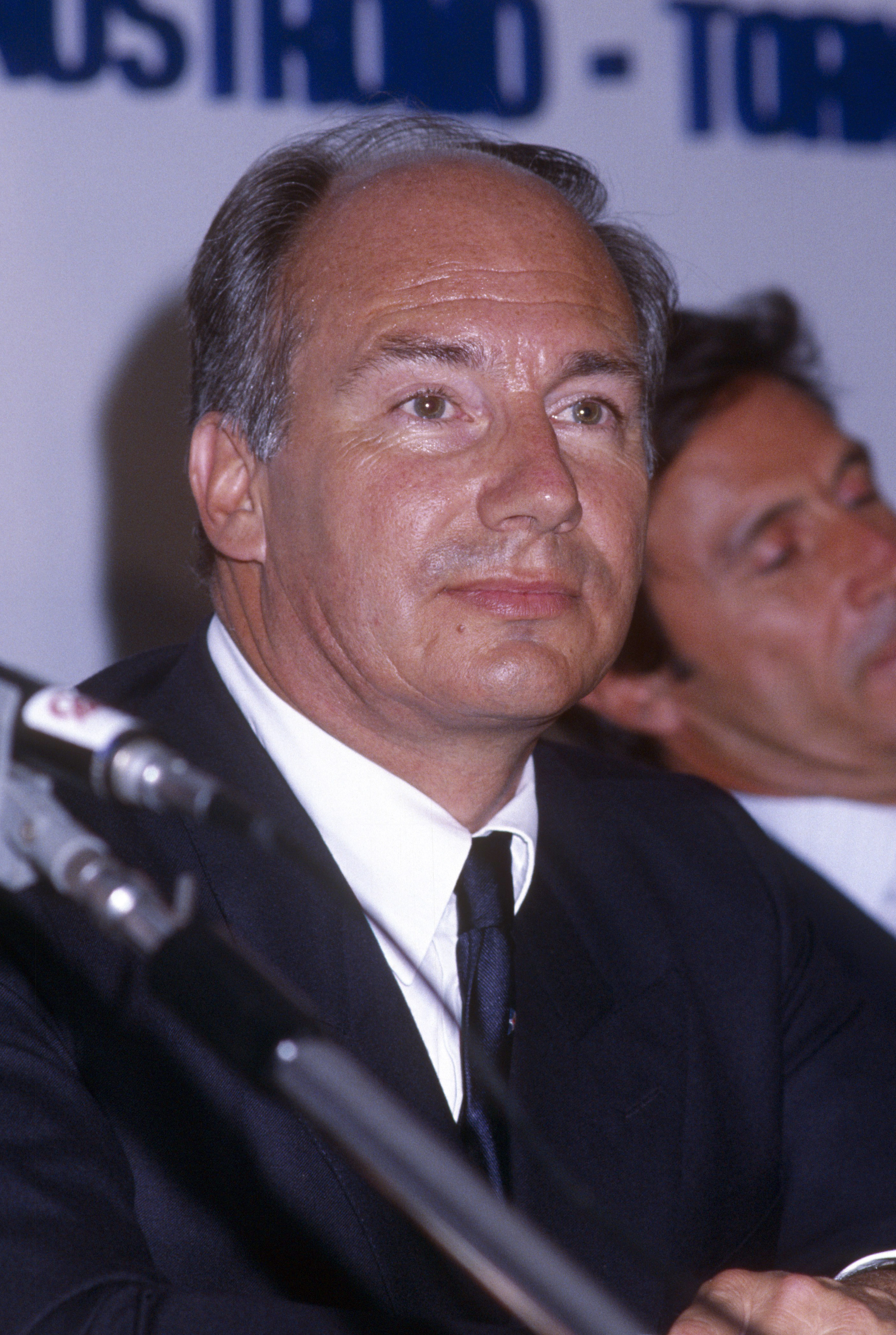
Aga Khan IV

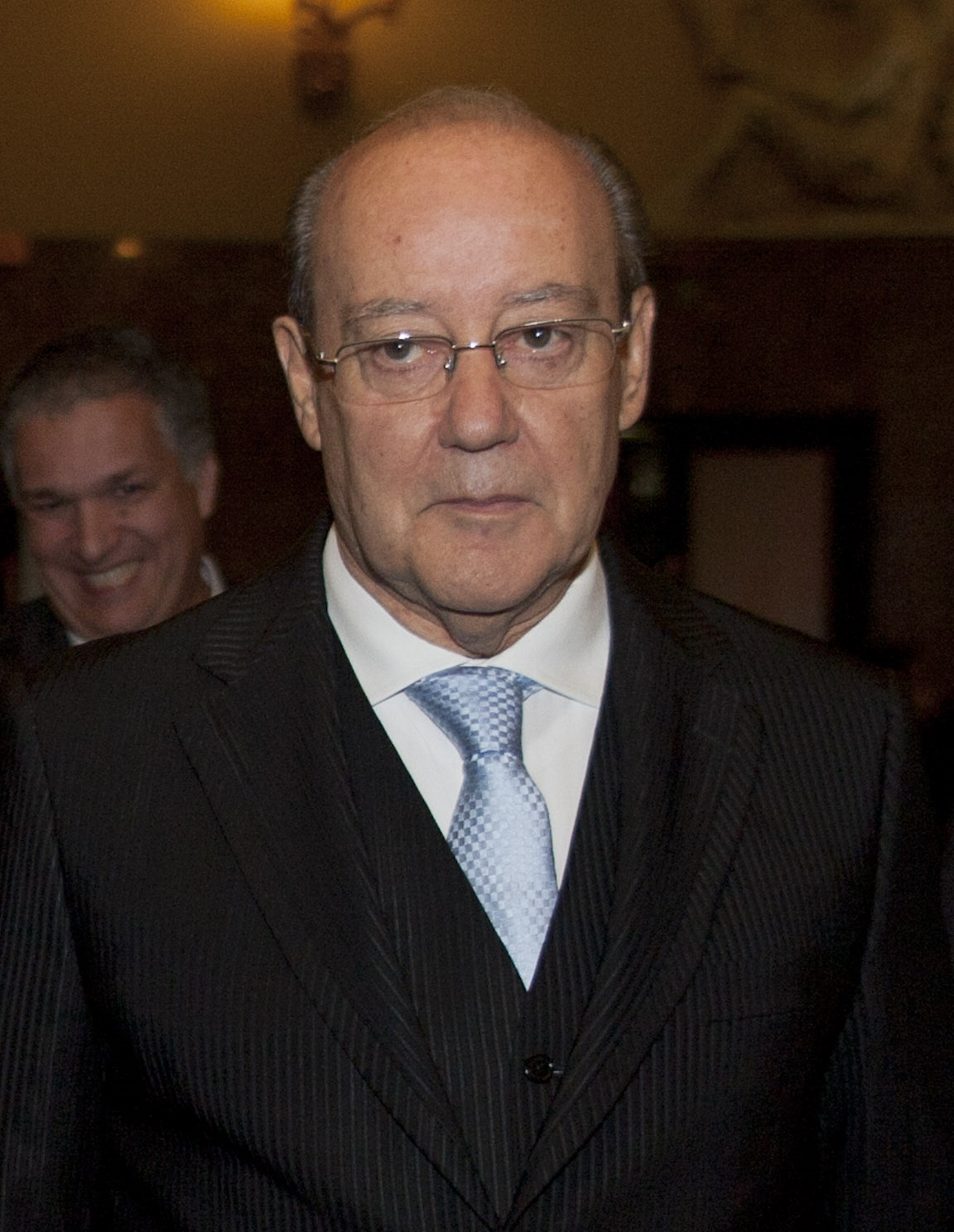
Jorge Nuno Pinto da Costa

- 2 — Abílio Rodas de Sousa Ribas, bispo católico (n. 1931)[68]
- 4 — Maria Teresa Horta, escritora, jornalista, ativista e poetisa (n. 1937)[69]
- 4 — Aga Khan IV, imame ismailita e filantropo (n. 1936)[70]
- 9 — Rafael Moreira, historiador de arte (n. 1947)[71]
- 15 — Jorge Nuno Pinto da Costa, antigo dirigente do Futebol Clube do Porto (n. 1937)[72]
- 19 — Manuel Sérgio, filósofo, professor e político (n. 1933)[73]

### Março

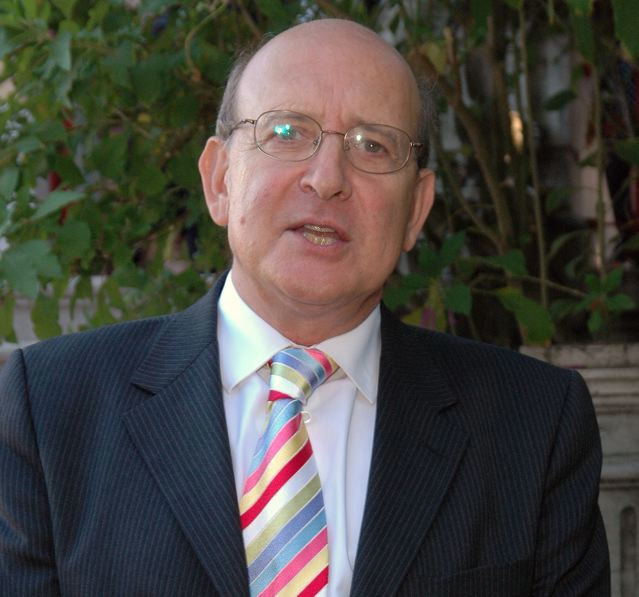
José Brandão

- 6 — José António Saraiva, arquiteto e jornalista (n. 1948)[74]
- 13 — Miguel Macedo, advogado e político (n. 1959)[75]
- 24 — Francisco Guedes, escritor e tradutor (n. 1949)[76]
- 26 — José Brandão, designer gráfico (n. 1944)[77]

### Abril

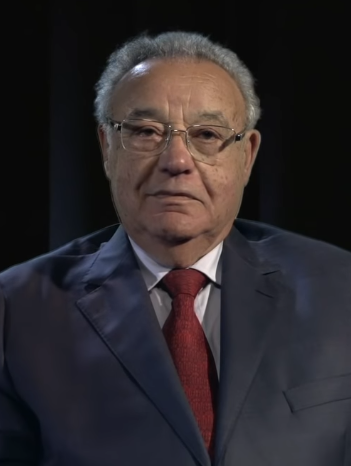
João Cravinho

- 3 — Paulo Mendo, médico e político (n. 1932)[78]
- 8 — Aurélio Pereira, futebolista e olheiro (n. 1947)[79]
- 9 — Rogério Ceitil, cineasta (n. 1937)[80]
- 13 — Carlos Matos Gomes, militar, Capitão de Abril, escritor e historiador (n. 1946)[81]
- 16 — João Cravinho, engenheiro civil e político (n. 1936)[82]
- 17 — Nuno Guerreiro, cantor (n. 1972)[83]
- 26 — José Carlos da Silva José, futebolista (n. 1941)[84]
- 29 — Álvaro Silva, velocista olímpico (n. 1965)[85]

### Maio

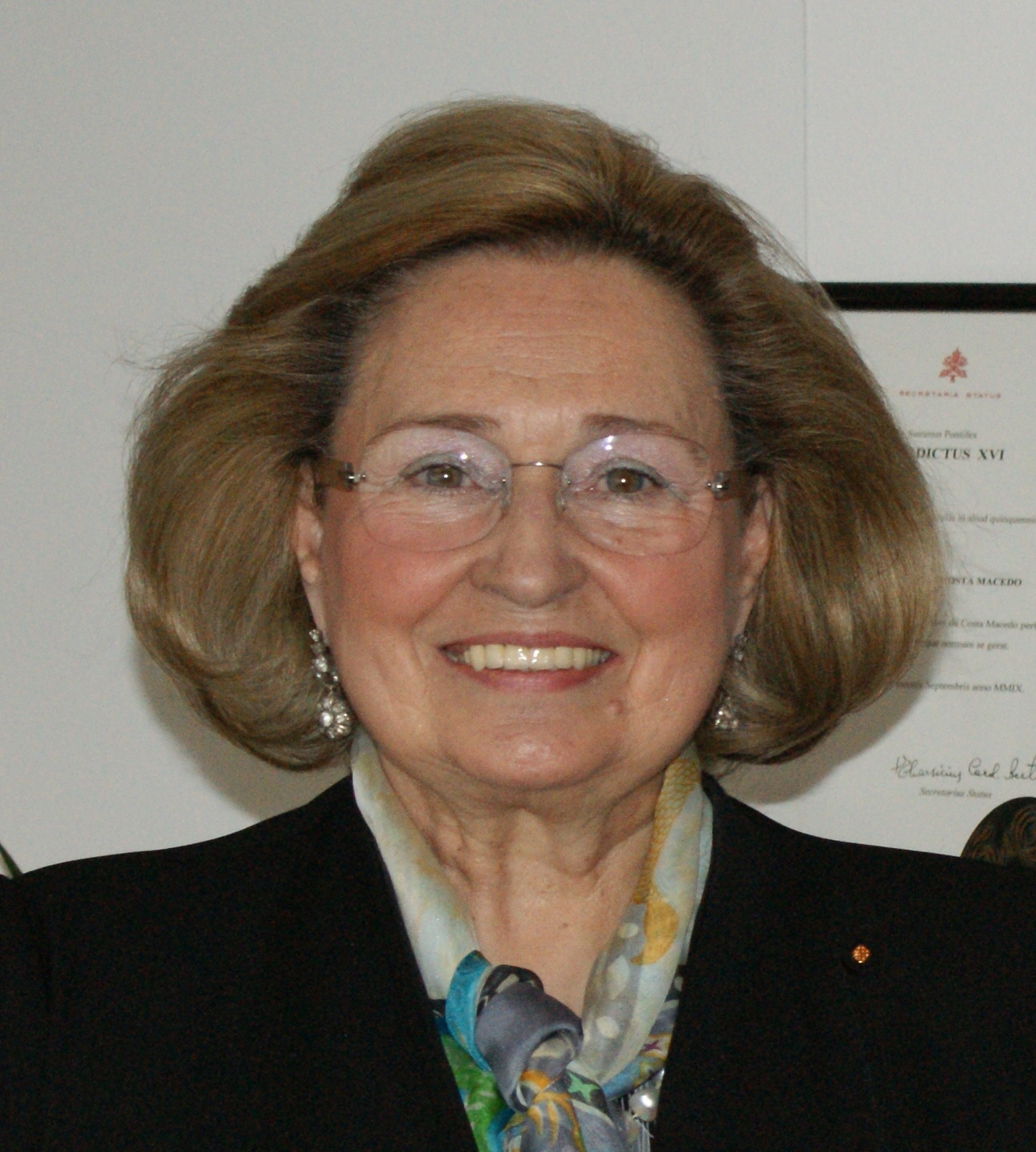
Teresa Costa Macedo

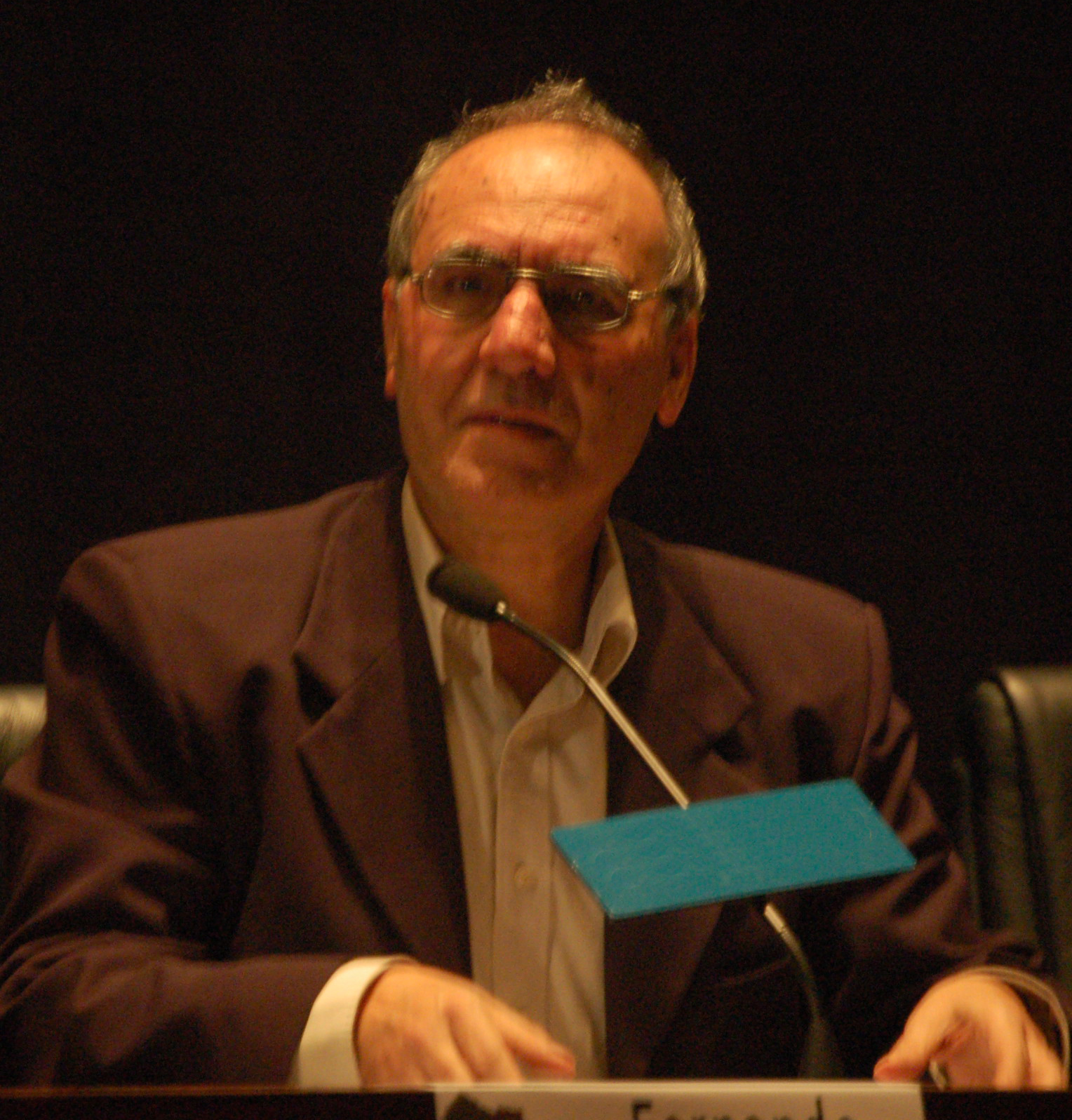
Fernando Venâncio

- 15 — Teresa Costa Macedo, política e dirigente de instituições ligadas à defesa da família (n. 1943)[86]
- 15 — Antónia de Sousa, jornalista e feminista (n. 1940)[87]
- 30 — Maria João Rolo Duarte, jornalista (n. 1930)[88]
- 30 — Fernando Venâncio, linguista, escritor e crítico literário (n. 1944)[89]

### Junho

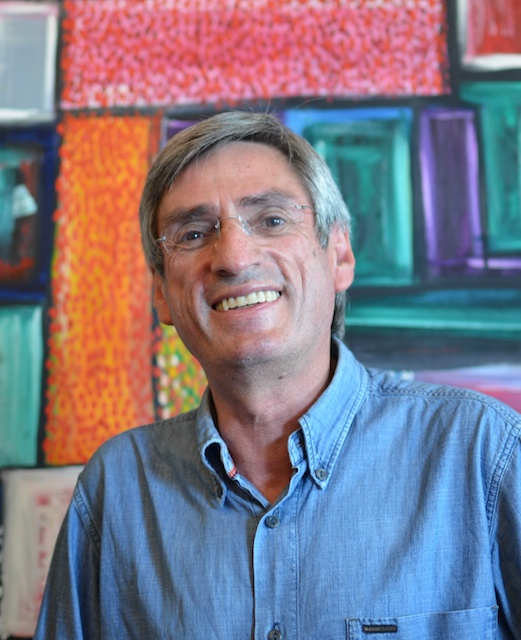
Armindo Reis

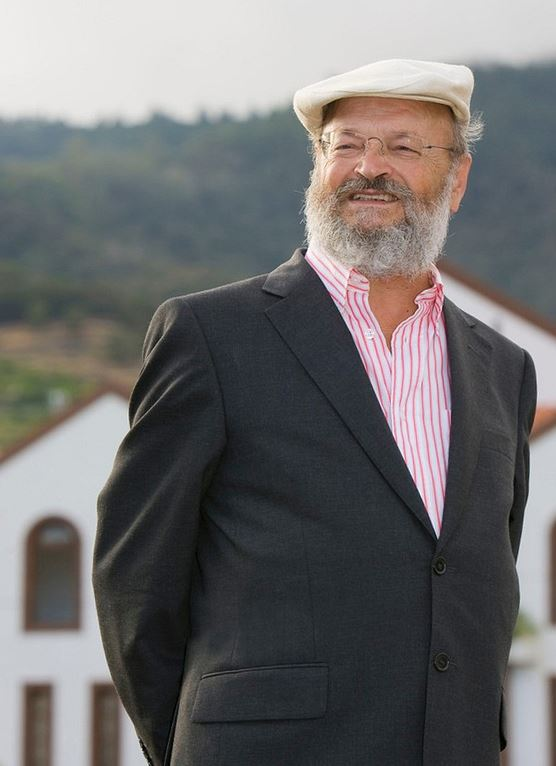
José Martins Júnior

- 4 — Eduardo Gageiro, fotojornalista (n. 1935)[90]
- 8 — Armindo Reis, escritor infantojuvenil (n. 1954)[91]
- 12 — José Martins Júnior, sacerdote católico e político madeirense (n. 1938)[92]
- 14 — Teresa Rita Lopes, escritora e filóloga (n. 1937)[93]
- 19 — António Morato, futebolista (n. 1937)[94]
- 20 — José Mouta Liz, bancário e fundador das FP-25 (n. 1939)[95]

### Julho

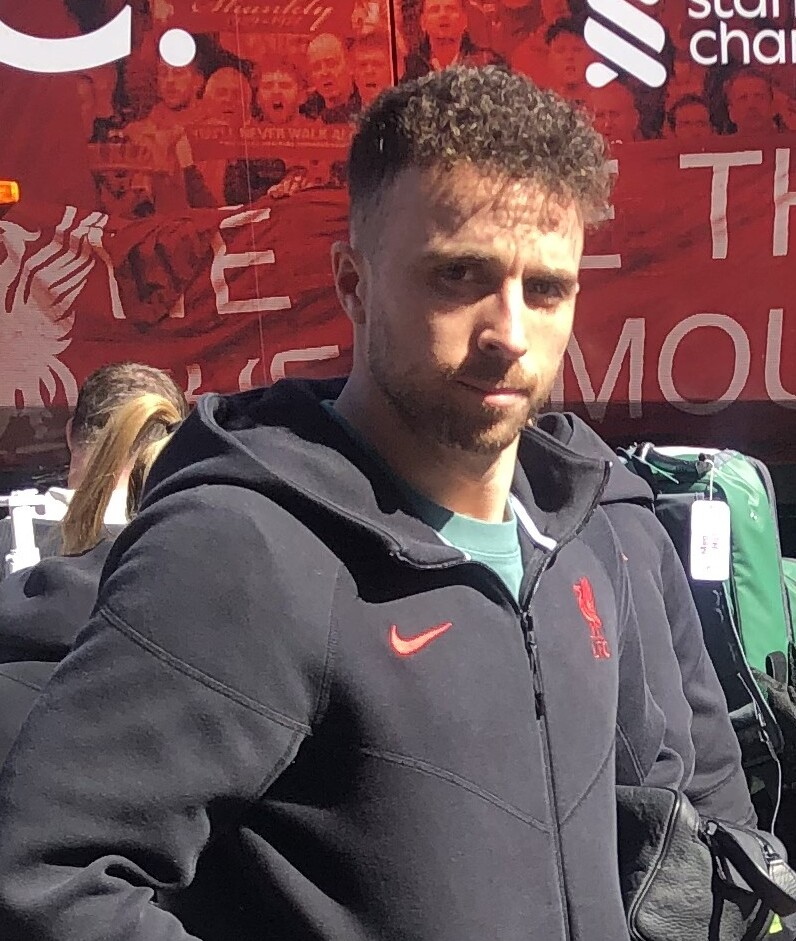
Diogo Jota

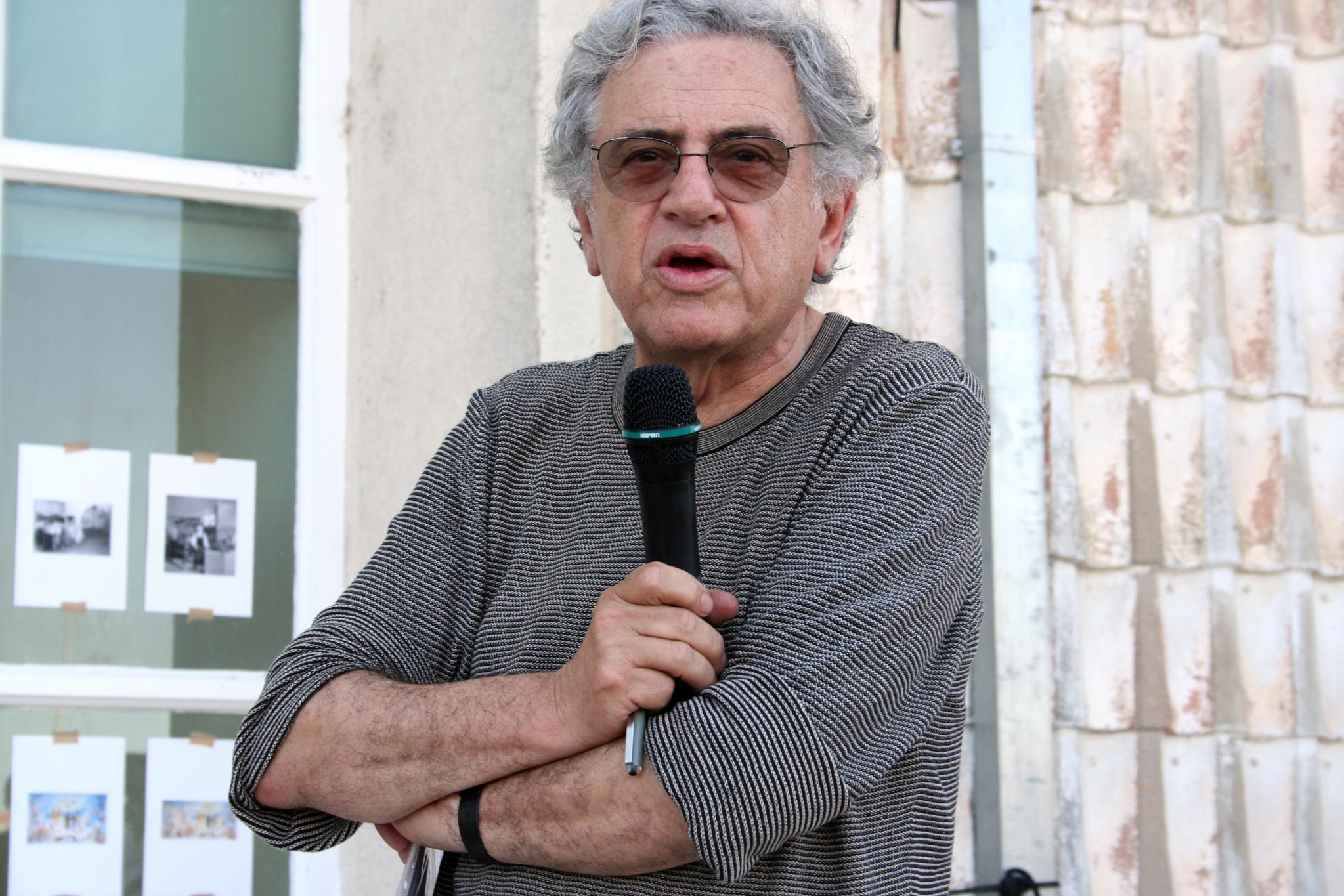
Nuno Portas

- 3 — Diogo Jota, futebolista (n. 1996)[96]
- 3 — André Silva, futebolista (n. 2000).[97]
- 4 — Amadeu Garcia dos Santos, militar de Revolução dos Cravos|Abril]] (n. 1935)[98]
- 4 — Luís Jardim, músico e produtor (n. 1950)[99]
- 6 — José Henrique Álamo Oliveira, poeta (n. 1945)[100]
- 11 — Fernando de Oliveira Guimarães, poeta, ensaísta e tradutor (n. 1928)[101]
- 13 — José António Camacho, político (n. 1946)[102]
- 18 — Florência, cantora (n. 1938)[103]
- 27 — Nuno Portas, arquiteto (n. 1934)[104]

### Agosto

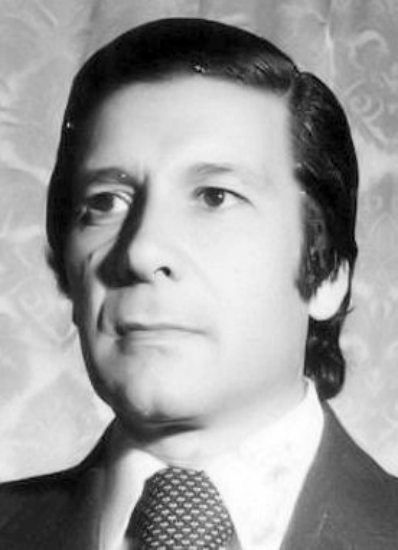
Mário Júlio de Almeida Costa

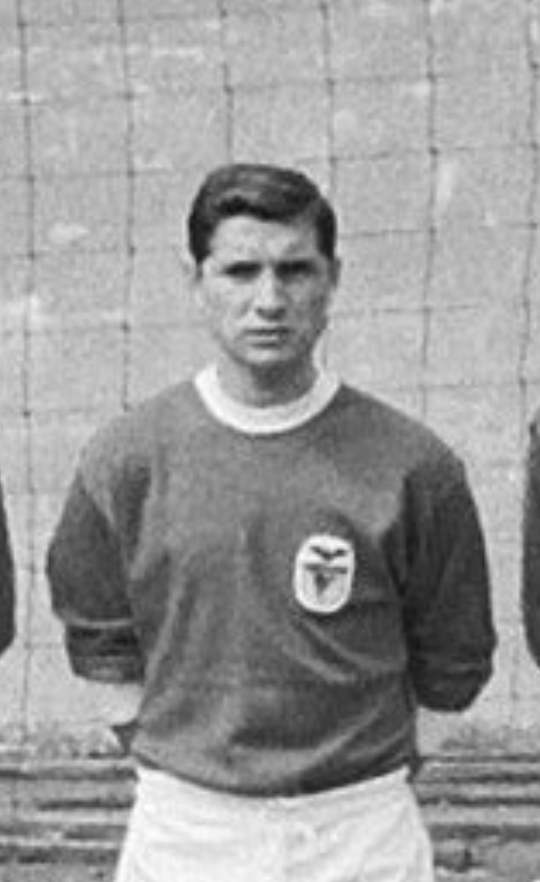
Fernando Cruz

- 5 — Jorge Costa, futebolista, treinador e dirigente desportivo (n. 1971)[105]
- 6 — Mário Júlio de Almeida Costa, político e jurisconsulto (n. 1927[106]
- 13 — Emanuel Jardim Fernandes, advogado e político (n. 1944)[107]
- 14 — Teresa Caeiro, jurista e política (n. 1969)[108]
- 16 — Fernando Cruz, futebolista (n. 1940)[109]